# 8589 Stellaris
A 8589 Stellaris (ideiglenes jelöléssel 4068 P-L) a Naprendszer kisbolygóövében található aszteroida. Cornelis Johannes van Houten, Ingrid van Houten-Groeneveld és Tom Gehrels fedezte fel 1960. szeptember 24-én.